# One More Light
One More Light je sedmé studiové album skupiny Linkin Park. Pilotní singl Heavy vyšel 16. února 2017. Album samotné vyšlo 19. května 2017. Album představuje výrazný odklon od hudebních žánrů, na které byli fanoušci kapely zvyklí, a výrazně inklinuje k pop music. Jedná se o poslední album, které nahrávali Chester Bennington, který později spáchal sebevraždu a bubeník Rob Bourdon, který se skupinu v roce 2024 rozhodl opustit.

## Seznam skladeb
| Pořadí         | Název                                  | Délka |
| -------------- | -------------------------------------- | ----- |
| 1.             | Nobody Can Save Me                     | 3:45  |
| 2.             | Good Goodbye (feat. Pusha T a Stormzy) | 3:31  |
| 3.             | Talking to Myself                      | 3:51  |
| 4.             | Battle Symphony                        | 3:36  |
| 5.             | Invisible                              | 3:34  |
| 6.             | Heavy (feat. Kiiara)                   | 2:49  |
| 7.             | Sorry For Now                          | 3:23  |
| 8.             | Halfway Right                          | 3:37  |
| 9.             | One More Light                         | 4:15  |
| 10.            | Sharp Edges                            | 2:58  |
| Celková délka: | Celková délka:                         | 35:19 |

### Singly
- „Heavy“ (feat. Kiiara) videoklip vydán 12. února 2017
- „Invisible“ videoklip vydán 10. května 2017
- „Talking to Myself" videoklip vydán 20.7.2017 (den kdy Chester Bennington spáchal sebevraždu)

## Osazenstvo

### Linkin Park
- Chester Bennington – hlavní zpěvák ve skladbách 1–4, 6 a 8–10, rytmická kytara ve skladbě 4, vokály v pozadí ve skladbách 5 a 7
- Rob Bourdon – bicí, vokály v pozadí
- Brad Delson – sólová kytara, vokály v pozadí, produkce
- Dave Farrell – basová kytara, vokály v pozadí
- Joe Hahn – programování, samplování, klávesy, vokály v pozadí, kreativní vedení
- Mike Shinoda – hlavní zpěvák ve skladbách 5 a 7, zpěv (rap) ve skladbě 2, klávesy, produkce

### Ostatní muzikanti
- Kiiara – zpěv ve skladbě "Heavy"
- Pusha T – rap ve skladbě "Good Goodbye"
- Stormzy – rap ve skladbě "Good Goodbye"